# Fritzi Schwingl
Fritzi Schwingl (?, 28 de julho de 1921 - 9 de julho de 2016) foi uma canoísta de velocidade austríaca na modalidade de canoagem.

## Carreira
Foi vencedora da medalha de bronze em K-1 500 m em Londres 1948.